# 黑姆斯宾德
黑姆斯宾德是德国下萨克森州的一个市镇。总面积22.32平方公里，总人口1221人，其中男性604人，女性617人（2011年12月31日），人口密度55人/平方公里。